# Parc Domenica
Parc Domenica is een parkachtige villawijk in de Filmwijk in Almere, gebaseerd op de Dominicaanse bouwstijl.

## Historie
De plannen voor het bouwen van Parc Domenica dateren uit 1999; de eerste paal werd in 2000 geslagen. Parc Domenica bestaat uit 46 woningen in twee hofjes; Bert Haanstrahof en Ed van der Elskenhof. Deze straten zijn vernoemd naar filmmaker Bert Haanstra en naar fotograaf Ed van der Elsken.
De eerste palen werden geslagen in het Bert Haanstrahof (2000). De palen van het tweede hofje, Ed van der Elskenhof, werden pas geslagen in (2001). In het midden van het Bert Haanstrahof bevindt zich een grote vijver, waar de bewoners van Parc Domenica zelf voor moeten zorgen. Zij betalen jaarlijks een bedrag aan de Stichting Parc Domenica voor het verzorgen van de vijver. Ook gelden er voor de bewoners een aantal regels. Alle erfafscheidingen mogen bijvoorbeeld alleen bestaan uit groene hagen.

## Opbouw
In het midden van de Bert Haanstrahof ligt een grote vijver, om de vijver staan zes villa's en daar omheen staan twintig andere woningen van het Bert Haanstrahof. Het bestaat uit woningen met twee verdiepingen en drie verdiepingen. Het Ed van der Elskenhof, het tweede hofje, ligt aan de overkant van een kleine weg. Hier staan twintig woningen.

## Trivia
De televisieserie Nieuwe buren uit 2014 werd onder andere gefilmd in verschillende huizen van het Ed van der Elskenhof.